# Ragin', Full On
Ragin', Full On é o álbum de estréia de fIREHOSE, uma banda norte-americana de Rock alternativo. Este álbum foi lançado logo após o fim da banda de punk rock Minutemen, devido à morte do guitarrista D. Boon.

## Faixas
1. "Brave Captain"
2. "Under the Influence of Meat Puppets"
3. "It Matters"
4. "Chemical Wire"
5. "Another Theory Shot to Shit"
6. "On Your Knees"
7. "Locked In"
8. "The Candle and the Flame"
9. "Choose Any Memory"
10. "Perfect Pairs"
11. "This..."
12. "Caroms"
13. "Relatin' Dudes to Jazz"
14. "Things Could Turn Around"

## Músicos
- Ed Crawford - Guitarra, vocal
- Mike Watt - Baixo, vocal
- George Hurley - Bateria